# 1987-es Roland Garros
Az 1987-es Roland Garros az év második Grand Slam-tornája, a Roland Garros 86. kiadása volt, amelyet május 25–június 7. között rendeztek Párizsban. Férfiaknál a csehszlovák Ivan Lendl, nőknél a német Steffi Graf nyert.

## Döntők

### Férfi egyes
Ivan Lendl -  Mats Wilander 7-5, 6-2, 3-6, 7-6

### Női egyes
Steffi Graf -  Martina Navratilova 6-4, 4-6, 8-6

### Férfi páros
Anders Järryd /  Robert Seguso -  Guy Forget /  Yannick Noah 6-7, 6-7, 6-3, 6-4, 6-2

### Női páros
Martina Navratilova /  Pam Shriver -  Steffi Graf /  Gabriela Sabatini 6-2, 6-1

### Vegyes páros
Pam Shriver /  Emilio Sánchez -  Lori McNeil /  Sherwood Stewart, 6-3, 7-6(4)